# Carcelia albosericea
Carcelia albosericea är en tvåvingeart som först beskrevs av Louis-Paul Mesnil 1953.  Carcelia albosericea ingår i släktet Carcelia och familjen parasitflugor. Inga underarter finns listade i Catalogue of Life.